# Bò nhà
Bò nhà hay bò nuôi là loại động vật móng guốc được thuần hóa phổ biến nhất. Chúng là đại diện hiện đại nổi bật của cận họ Bovinae, và là loài phổ biến nhất của chi Bò, thuộc loài Bos taurus. Bò được chăn nuôi như gia súc để lấy thịt (thịt bò và thịt bê), như bò sữa để lấy Sữa và các sản phẩm hàng ngày khác, và như động vật cày kéo. Một số sản phẩm có nguồn gốc từ bò bao gồm da thuộc và phân dùng làm phân hữu cơ hay nhiên liệu. Ở một số quốc gia, như Ấn Độ, bò nắm giữ vai trò quan trọng trong tôn giáo. Khoảng 80 tổ tiên bò được thuần hóa ở đông nam Thổ Nhĩ Kỳ cách đây 10,500 năm, hiện nay có khoảng 1.3 tỉ con bò trên thế giới.

## Loài
Bò nhà ban đầu từng được xác định là 3 loài riêng biệt: Bos taurus, bò châu Âu "taurine" (bao gồm các kiểu giống với châu Phi và châu Á); Bos indicus, zebu; và loài tuyệt chủng Bos primigenius. Loài auroch là tổ tiên của bò zebu và taurine. Gần đây, người ta gộp chúng thành một loài Bos taurus, gồm các phân loài Bos taurus primigenius, Bos taurus indicus và Bos taurus primigenius.

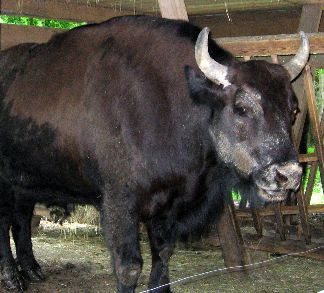
Zubron, giữa wisent và bò

Vấn đề phức tạp là khả năng bò giao phối với các loài có quan hệ gần. Các cá thể lai vận thậm chí nhân giống tồn tại không chỉ giữa bò taurine và zebu (như bò sanga, Bos taurus africanus), mà còn giữa một hoặc cả hai nhóm này với các thành viên khác trong chi Bos – yaks (dzo), banteng, và gaur. Các loài lai như beefalo thậm chí giữa bò taurine và với các loài của bison, ban đầu một số tác giả xem chúng là một phần của chi Bos. Nguồn gốc lai của một số loại có thể không được rõ ràng – ví dụ, thử nghiệm gen của Dwarf Lulu, chỉ có loại bò taurine ở Nepal, được phát hiện là lai giữa bò taurine, zebu, và yak. Tuy nhiên, bò nhà không được lai thành công với các loài trong phân họ Bò có quan hệ xa như trâu nước hoặc trâu châu Phi.
Aurochs ban đầu phân bố khắp châu Âu, Bắc Mỹ, và phần lớn châu Á. Trong thời gian biểu lịch sử, dải phân bố của nó chỉ giới hạn ở châu Phi, và các cá thể gần đây được phát hiện chết ở Masovia, Ba Lan, vào khoảng năm 1627. Các nhà lai tạo đã cố gắng khôi phục lại bò có hình dạng tương tự với auroch bằng các phương pháp thuần chủng bò nhà truyền thống, tạo ra loại bò Heck.

## Giải phẫu học

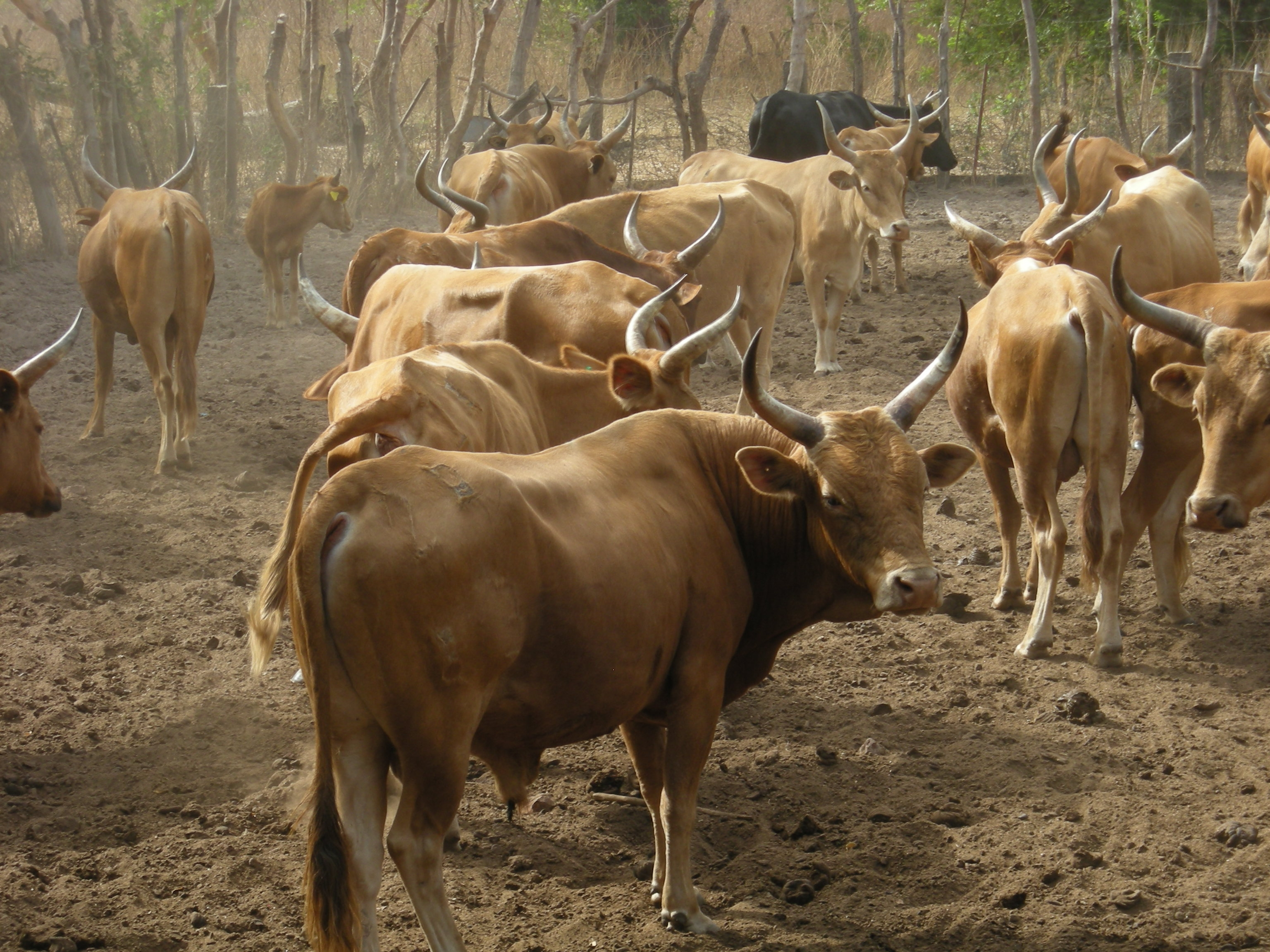
Bò N'Dama

Bò có một dạ dày với 4 ngăn gồm dạ cỏ, dạ tổ ong, dạ lá sách, và dạ túi khế, với dạ cỏ là ngăn lớn nhất. Dạ tổ ong là ngăn nhỏ nhất. Bò đôi khi ăn các vật thể kim loại chúng tích tụ trong dạ tổ ong và việc kích thích từ các vật kim loại gây ra các bệnh phần cứng. Chức năng chính của dạ lách sách là hấp thụ nước và chất dinh dưỡng từ thức ăn có thể tiêu hóa. Dạ múi khế giống như dạ dày người, và đây là lý do tại sao nó được gọi là "dạ dày thực sự".
Bò là động vật nhai lại nên hệ tiêu hóa của nó cho phép sử dụng các loại thực phẩm khó tiêu hóa bằng cách nhai đi nhai lại thức ăn. Nhai lại cho phép các vi sinh vật đặc biệt trong dạ cỏ tiêu hóa thức ăn. Các vi sinh vật này có chức năng phân hủy cellulose và các carbohydrat khác thành các axit béo dễ bay hơn mà bò sử dụng nó làm nhiêu liệu trao đổi chất cơ bản. Các vi sinh vật trong dạ cỏ cũng tổng hợp các amino acid từ các nguồn nitơ không phải protein như urea và amonia. Vì các vi sinh vật này sinh sản trong dạ cỏ, các thế hệ già hơn chết đi và các tế bào của chúng tiếp tục trên con đường tiêu hóa. Các tế bào này sau đó một phần bị bò tiêu hóa, cho phép tạo ra một nguồn protein chất lượng cao. Các đặc điểm này cho phép bò phát triển mạnh trên cỏ và các loại thực vật khác.
Thời gian mang thai của bò là 9 tháng. Bò con mới sinh ra năng 25 đến 45 kg (55 đến 99 lb). Kỷ lục thế giới về bò nặng nhất là 1.740 kg (3.840 lb), được triển lãm ở Arezzo năm 1955. Bò tơ nặng nhất ở tuổi 8 ‘Old Ben’ đạt 2.140 kg (4.720 lb) năm 1910. Bò tơ thường bị lấy thị trước khi đạt đến cân nặng 750 kg (1.650 lb). Bò giống thường sống khoảng 15 năm (thỉnh thoảng đến 25 năm). Bò ghi kỷ lục già nhất sống được 48 năm 1993.
Một quan điểm sai lầm về bò là chúng bị chọc tức giận bằng màu đỏ. Quan điểm này không chính xác vì bò bị mù màu đỏ-lục. Có hai loại thụ màu trong các tế bào hình nón trong võng mạc của chúng, bò có hai màu gốc, cũng như hầu hết các động vật có vú khác bộ linh trưởng khác. các giống bò nhà nhìn chung tính hiền, chúng sống hòa thuận với nhau và với những loài vật nuôi khác.

## Kinh tế

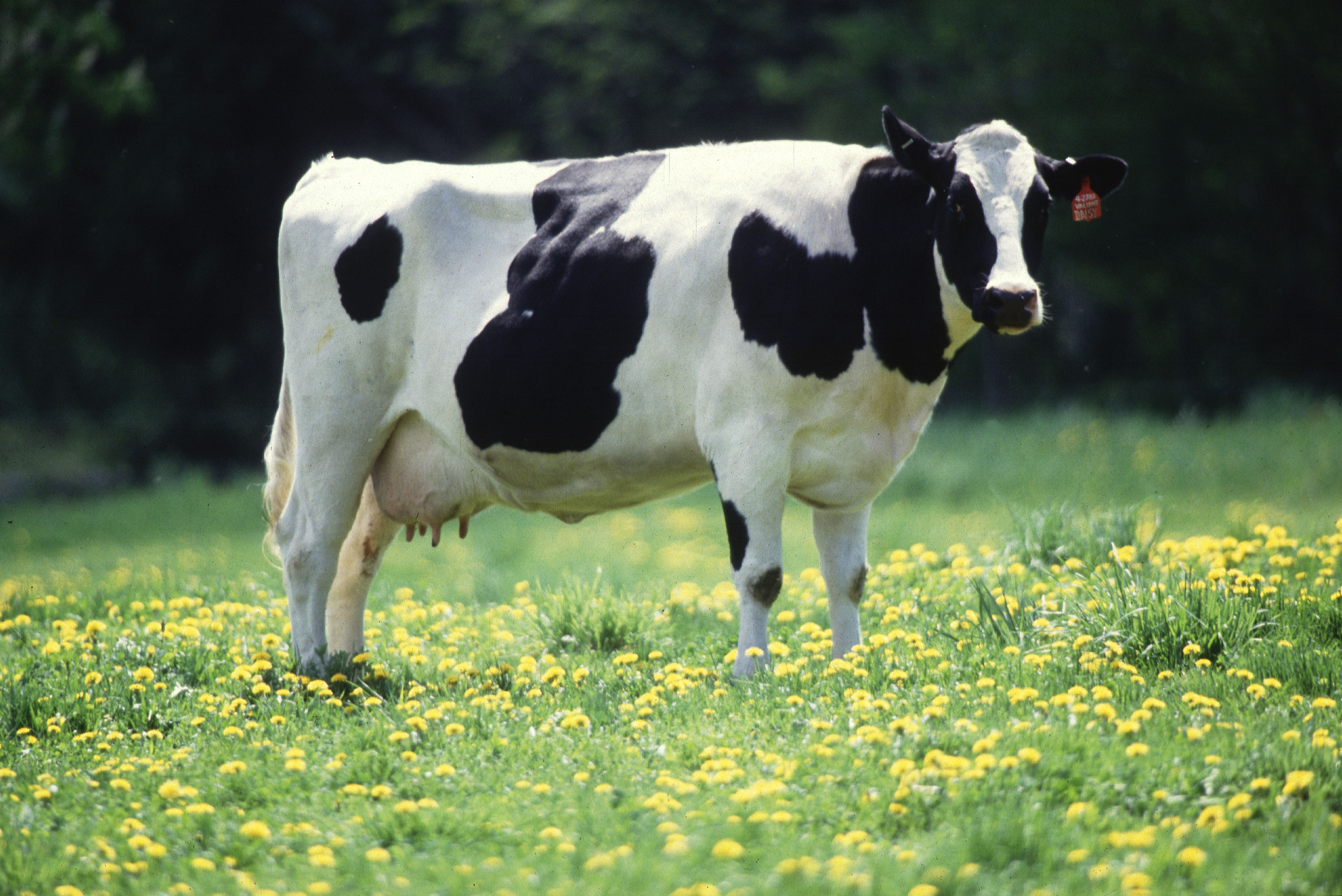
Bò Hà Lan là loại bò sữa cho sữa nhiều.

Thịt bò là loại thực phẩm có giá cao, bên cạnh bộ phận khác của bò cũng làm thực phẩm như máu, gan, thận, tim và đuôi bò. Bò còn cho sữa và bò sữa được tạo ra chỉ với mục đích tạo một lượng lớn sữa phục vụ cho nhu cầu của con người. Nuôi bò ngày nay là một ngành công nghiệp chiếm hàng tỷ đô trên toàn cầu. Thương mại quốc tế về thịt bò năm 2000 khoảng hơn 30 tỉ và chỉ chiếm 23% sản lượng thịt bò thế giới. Sản lượng sữa, cũng dùng làm phô mai, bơ, yogurt, và các sản phẩm từ sữa khác, có thể so sánh với tỷ trọng kinh tế của thịt bò, và cung cấp một phần thực phẩm quan trọng cho nhiều người dân trên thế giới. Bò còn cho da làm giày, ghế, quần áo là các sản phẩm khác từ bò.
Ở một số quốc gia, bò còn được nuôi để lấy sức kéo (kéo xe chở hàng hóa, kéo cày, kéo bừa...)

## Trong văn hóa
Trong văn hóa đại chúng, hình tượng con bò được khắc họa trong nhiều nền văn minh lớn và gắn liền với tín ngưỡng thờ phượng xuất phát từ sự gần gũi và vai trò to lớn của bò trong đời sống của loài người. Nhiều dân tộc sùng kính và tôn thờ con bò, nâng hình ảnh con bò lên vị trí Thần Bò và thờ phụng nó là điển hình là ở Ấn Độ người ta thờ con Bò trắng, người Do Thái thờ con Bê Vàng, người Ai Cập thờ con bò...
Trong văn hóa phương Tây, bò được đề cập qua nhiều câu chuyện thần thoại của Hi Lạp và bò là một con vật trong 12 cung Hoàng Đạo, ứng với cung Kim Ngưu và cũng là một trong những con vật được nhắc đến trong Kinh Thánh. Trong văn hóa Á Đông, bò cũng là động vật nằm trong lục súc, tuy vậy nó bị lép vế nhiều hơn so với hình ảnh con trâu và nhiều khi là hình ảnh ví von cho sự ngờ nghệch.